# Mściciele przyszłości
Mściciele przyszłości (ang. Next Avengers: Heroes of Tomorrow) – amerykański, science-fiction, film akcji z 2008 roku w reżyserii Jaya Oliva. Jest to piąty film serii Marvel Animated Features.

## Obsada
- Noah Crawford – James Rogers (głos)
- Tom Kane – Tony Stark / Ultron (głos)
- Adrian Petriw – Hawkeye (głos)
- Fred Tatasciore – Hulk (głos)
- Aidan Drummond – Pym (głos)
- Brenna O’Brien – Torunn (głos)
- Dempsey Pappion – Azari (głos)
- Shawn MacDonald – Vision (głos)
- Michael Adamthwaite – Thor (głos)
- Ken Kramer – Bruce Banner (głos)
- Nicole Oliver – Betty Ross (głos)